# Leonid Kogan
Leonid Borisovich Kogan (Dnepropetrovsk, Unión Soviética, 17 de noviembre de 1924 - 17 de diciembre de 1982) (en ruso: Леонид Борисович Коган) fue de los grandes violinistas virtuosos del siglo XX, y uno de los artistas soviéticos más representativos.

## Biografía
Kogan nació en el seno de una familia judía  en Yekaterinoslav (hoy Dnipró), en la República Socialista Soviética de Ucrania integrante de la Unión Soviética. Tras mostrar tempranamente interés y habilidad por el violín, su familia se trasladó a Moscú, donde pudo continuar sus estudios. Desde los diez años estudió allí con el conocido pedagogo del violín Abram Yampolsky. 
En 1934, Jascha Heifetz dio conciertos en Moscú. "Fui a todos", dijo Kogan más tarde, "y hasta ahora puedo recordar cada nota que tocó. Era el artista ideal para mí". Cuando Kogan tenía 12 años, Jacques Thibaud estaba en Moscú y lo escuchó tocar. El virtuoso francés predijo un gran futuro para Kogan. Kogan estudió en la Escuela Central de Música de Moscú (1934-1943) y luego en el Conservatorio de Moscú (1943-1948), donde realizó estudios de posgrado (1948-1951).
A los 17 años, siendo todavía estudiante, actuó por toda la Unión Soviética. Fue co-ganador del primer premio en el Festival Mundial de la Juventud en Praga. En 1951, Kogan ganó el primer premio en el Concurso Reina Isabel en Bruselas con una deslumbrante interpretación de la cadencia para el primer movimiento del Primer concierto para violín de Niccolò Paganini, pieza compuesta por Émile Sauret.
Su debut oficial fue en 1941, tocando el Concierto de Brahms con la Orquesta Filarmónica de Moscú en la Gran Sala del Conservatorio de Moscú. Dominaba un amplio repertorio y, entre otras cosas, fue conocido por sus conciertos de maratón interpretando varios conciertos la misma noche.
Sus giras internacionales como solista lo llevaron a París y Londres en 1955, y luego a Sudamérica y Estados Unidos en los años siguientes. Kogan tenía un repertorio de más de 18 conciertos y se le dedicaron varios conciertos de compositores modernos.
En 1952, Kogan comenzó a enseñar en el Conservatorio de Moscú y en 1980 fue invitado a enseñar en la Accademia Musicale Chigiana en Siena (Italia).
Kogan, un violinista brillante y convincente que destacaba tanto en el repertorio de conciertos como en la música de cámara, rehuía la publicidad. Su carrera siempre se vio eclipsada por la de David Oistrakh, muy promocionado por las autoridades soviéticas. Al igual que Oistrakh, Kogan realizó algunas grabaciones de estudio en Occidente, la mayoría para EMI. Sin embargo, la mayor parte de sus grabaciones se realizaron en la Unión Soviética, y su disponibilidad fuera de ese país era muy escasa hasta el lanzamiento de la caja recopilatoria Brilliant «Historic Russian Archives Leonid Kogan Edition».
Kogan fue nombrado Artista del Pueblo de la URSS en 1964 y recibió el Premio Lenin en 1965.
Kogan se casó con Elizabeth Gilels (hermana del pianista Emil Gilels), también concertista de violín. Su hijo, Pavel Kogan (nacido en 1952), se convirtió en un famoso violinista y director de orquesta. Su hija, Nina Kogan (nacida en 1954), es concertista de piano y se convirtió en acompañante y compañera de sonata de su padre a una edad temprana. Kogan Dmitry Pavlovich es el nieto de Leonid Borisovich. Se convirtió en el solista de la Filarmónica, un violinista. Victoria Kogan-Korchinskaya es una nieta pianista, laureada en concursos internacionales. El nieto, Daniel Milkis, se convirtió en violinista.

Kogan murió de un infarto en la ciudad de Mytishchi, mientras viajaba en tren entre Moscú y Yaroslavl para asistir a un concierto dirigido por su hijo. Dos días antes había tocado el Concierto para violín de Beethoven en Viena. Fue enterrado en el cementerio de Novodevichy. 

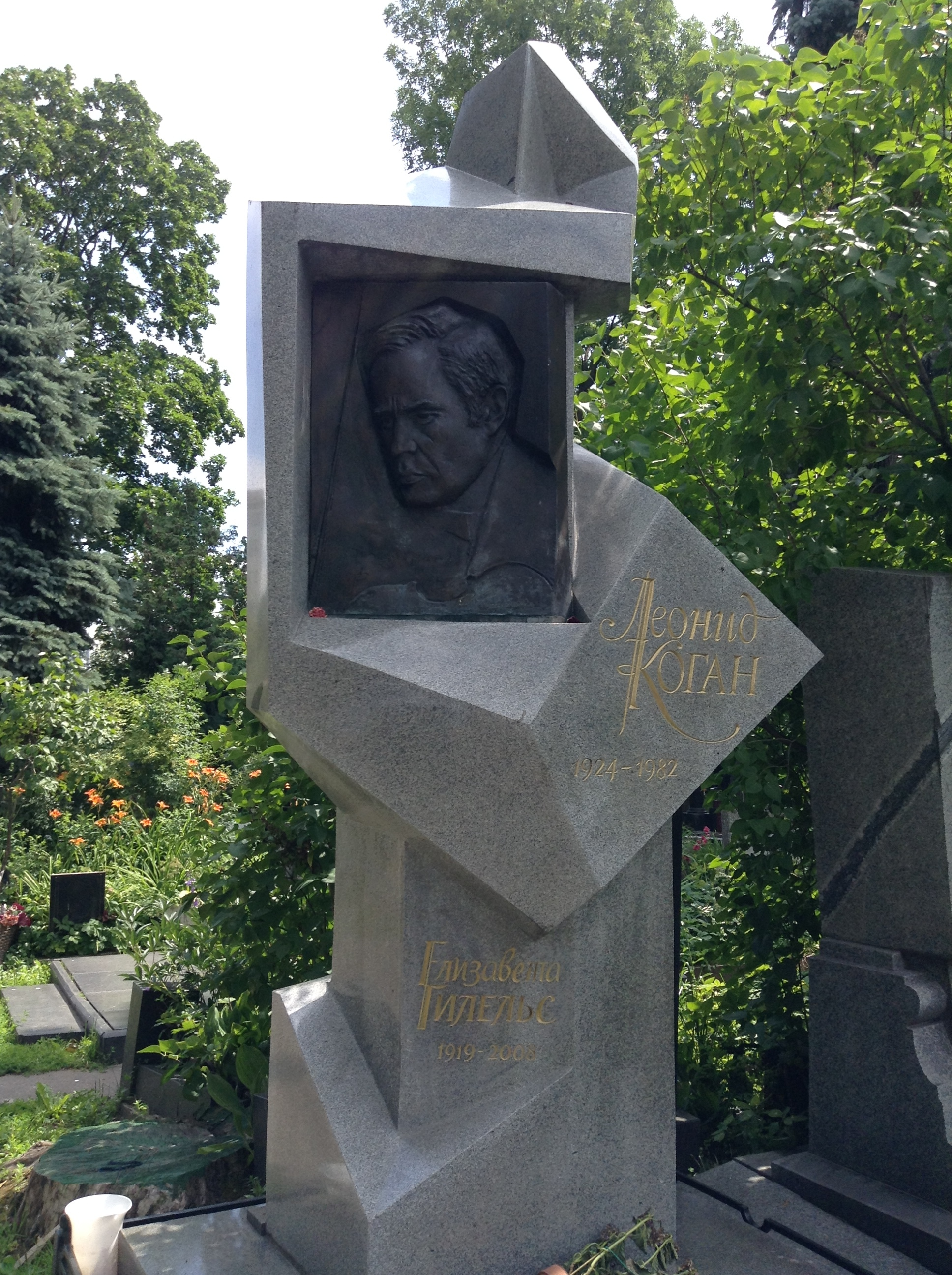
La tumba de Leonid Kogan

Muchos especulan con que Kogan tocaba con todas las cuerdas de acero, aunque no existe una confirmación rotunda. Aunque sus allegados indican que tocaba con cuerdas de tripa, excepto una cuerda «mi» de acero, lo más probable es que utilizara diferentes combinaciones a lo largo de su carrera.

## Instrumentos
Kogan utilizó dos violines Guarneri del Gesù: el ex-Colin de 1726 y el ex-Burmester de 1733. Utilizaba arcos franceses hechos por Dominique Peccatte. En realidad, Kogan nunca fue propietario de estos instrumentos, que le fueron prestados por el gobierno soviético. Hoy valen más de 4 millones de dólares

## Grabaciones
Kogan formó un trío con el pianista Emil Gilels y el violonchelista Mstislav Rostropovich. Sus grabaciones incluyen el Trío Archiduque de Beethoven, el Re menor de Schumann, el Chaikovski, el Saint-Saëns, el Trío para trompa de Brahms con Yakov Shapiro (trompa), y el Cuarteto en Do menor de Fauré con Rudolf Barshai (viola). Más tarde, Kogan formó otro trío con el director Yevgeny Svetlanov (piano) y Fyodor Luzanov [ru] (violonchelo). Kogan fue el primer violinista soviético que tocó y grabó el Concierto para violín de Berg. También realizó una famosa grabación del Concierto para violín de Khachaturian con Pierre Monteux y la Orquesta Sinfónica de Boston para RCA Victor (su debut discográfico en Estados Unidos), una versión que aún se considera la lectura más emocionante de la obra [¿según quién?]. Kogan grabó conciertos para violín de otros compositores soviéticos, incluidos los dos de Tikhon Khrennikov. Con Karl Richter, Kogan grabó las seis Sonatas para violín de J. S. Bach en 1972.
Existen más de 30 álbumes de sus interpretaciones en el sello Arlecchino. En 2006, EMI France publicó una caja de 4 CD («Les Introuvables de Leonid Kogan») con sus grabaciones de conciertos para ese sello, todas ellas remasterizadas digitalmente ese mismo año.